# Laura Kelly
Laura Kelly (sinh ngày 24 tháng 1 năm 1950) là một nữ chính trị gia người Mỹ. Bà hiện là Thống đốc thứ 48 của tiểu bang Kansas kể từ năm 2019. Bà nguyên là Thượng nghị sĩ tiểu bang đại diện cho Khu bầu cử 18 tại Thượng viện Kansas từ năm 2005 đến năm 2019. Bà đã tranh cử Thống đốc trong cuộc bầu cử năm 2018 và đánh bại ứng cử viên được đề cử của Đảng Cộng hòa, Kris Kobach, trở thành nữ Thống đốc thứ ba trong lịch sử Kansas.
Laura Kelly là Đảng Đảng Dân chủ, học vị Thạc sĩ Tâm lý học, chính trị gia tự do được coi là một Đảng viên Dân chủ ôn hòa. Ngoài việc thực hiện các chính sách phe Dân chủ về LGBT, sức khỏe cộng đồng và vấn đề sinh sản, bà tập trung vào cải cách chương trình ngân sách tiểu bang, hướng tới đồng thuận lưỡng đảng.

## Xuất thân, giáo dục và thời kỳ đầu
Laura Kelly sinh ra ở thành phố New York, Hoa Kỳ, trong một gia đình quân nhân thường xuyên di chuyển và đóng quân ở nước ngoài. Thời thanh niên, bà học tại Đại học Bradley ở Peoria, Illinois, lấy bằng Cử nhân Khoa học chuyên ngành Tâm lý học. Sau đó bà tới Indiana, học Đại học Indiana, lấy bằng Thạc sĩ Khoa học chuyên ngành Trị liệu tiêu khiển.
Sau khi hoàn thành quá trình học tập, Laura Kelly tới sinh sống ở tiểu bang Kansas. Trong nhiều năm, bà là Giám đốc điều hành của Hiệp hội Công viên và Giải trí Kansas. Tháng 11 năm 2004, Laura Kelly được bầu vào Thượng viện Kansas, hoạt động với cương vị Kỷ luật viên phe thiểu số. Năm 2007, bà là thành viên Xếp hạng thiểu số của Ủy ban Cách thức và Phương tiện Kansas. Bày đã giúp thiết lập chương trình Tài trợ Khối phát triển trẻ thơ (Early Childhood Development Block Grants) ở bang Kansas. Cuối năm 2009, Laura Kelly đã cân nhắc một thời gian ngắn việc ứng cử vào Hạ viện Hoa Kỳ, đại diện khu vực Quốc hội số hai của Kansas, nhưng không triển khai chiến dịch này. Trong các phiên họp lập pháp 2011 – 2012, bà là Trợ lý Lãnh đạo thiểu số của Thượng viện Kansas.

## Thống đốc Kansas

### Tranh cử
Vào ngày 15 tháng 12 năm 2017, Laura Kelly thông báo ý định tranh cử Thống đốc bang Kansas. Trong cuộc bầu cử sơ bộ của Đảng Dân chủ, bà đã tranh cử với cựu Thị trưởng Wichita Carl Brewer và cựu Bộ trưởng Nông nghiệp Kansas Josh Svaty. Vào ngày 24 tháng 5 năm 2018, Laura Kelly đã công bố Thượng nghị sĩ bang Lynn Rogers là người đồng minh đồng hành trong chiến dịch. Đến ngày 7 tháng 8, bà vượt qua Carl Brewer và John Svaty, nhận được 51,5% phiếu bầu và là ứng viên Dân chủ; ngày 6 tháng 11, bà đã đánh bại ứng cử viên của Đảng Cộng hòa, Ngoại trưởng Kansas Kris Kobach, với tỷ lệ 47,8–43,3% phiếu bầu.
| “                                              | Laura là Đảng viên Đảng Dân chủ duy nhất mà tôi từng tán thành cho chức vụ công, bởi những mối đe dọa Kansas lúc này. Tôi biết Laura hơn 30 năm, cô ấy có tất cả những gì chúng tôi đang tìm kiếm để lãnh đạo bang trong thời gian khó khăn này và để thiết lập lại bang như trước đây. Laura có tính chính trực, và tôi biết cô ấy sẽ tập hợp những người Kansas lại với nhau bất kể đảng phái nào để giải quyết vấn đề. | ” |
| —Cựu Thống đốc Kansas Bill Graves, lời ủng hộ. | |   |

Trong chiến dịch tranh cử của mình, Laura Kelly nhận được sự ủng hộ bởi nhiều nhân vật của cả hai phe. Bà đã được xác nhận bởi cựu Thống đốc Kansas và Bộ trưởng Y tế và Dịch vụ Nhân sinh Hoa Kỳ Kathleen Sebelius. Bà cũng được tán thành bởi 28 quan chức chính phủ hiện tại hoặc trước đây của Đảng Cộng hòa, bao gồm những chính trị gia từng lãnh đạo như cựu Thống đốc Kansas Bill Graves; cựu Thượng nghị sĩ Hoa Kỳ, Phó Thống đốc Kansas Sheila Frahm, Phó Thống đốc Kansas Gary Sherrer;  Chủ tịch Thượng viện Kansas Dick Bond, Dave Kerr; Phó Chủ tịch Thượng viện Kansas John Vratil, Lãnh đạo Đa số Thượng viện Tim Emert và Lana Oleen.
Bà được nhận định về cả phẩm chất, năng lực lẫn khả năng đáp ứng vị trí lãnh đạo cao nhất của Kansas. Cựu Thượng nghị sĩ của phe Cộng hòa Tim Owens  tán thành Laura Kelly, tin rằng chỉ có bà mới có thể đánh bại ứng viên Kris Kobach của Đảng Cộng hòa. Laura Kelly mô tả việc ứng cử của bà là nhằm mục đích đảo ngược các vấn đề về tài chính, giáo dục và các lĩnh vực khác trong chính sách quản lý của Sam Brownback. Bà miêu tả đối thủ của mình, nổi tiếng vì các nổ lực tuyết quyền cử tri rộng rãi và chiến lược pháp lý chống lại người nhập cư, là một "Sam Brownback dùng chất kích thích."

### Nhiệm kỳ
Trong nhiệm kỳ của mình, bà đã thực hiện các chính sách như tuyên bố trong chiến dịch tranh cử trước đó. Về ngân sách tiểu bang: bà chỉ trích của các dự thảo thử nghiệm ngân sách Kansas của người tiền nhiệm Sam Brownback dẫn đến cắt giảm trong các trường học, đường giao thông, an toàn công cộng. Bà muốn đảo ngược tình trạng thiếu hụt ngân sách lớn, kêu gọi lưỡng đảng cân bằng thành công ngân sách mà không tăng thuế. Vào năm 2019, Laura Kelly đã phủ quyết hai dự luật của Đảng Cộng hòa có thể cắt giảm thuế thu nhập của tiểu bang ở Kansas. Bà đánh giá rằng Kansas không thể chi trả cho việc cắt giảm, và dự luật của Đảng Cộng hòa sẽ cắt giảm doanh thu ước tính 245 triệu USD trong thời gian ba năm, dẫn đến một cuộc khủng hoảng tài khóa, tạo ra một ngân sách thiếu hụt hoặc khiếm khuyết. Quyết định của bà cũng như mức thu nhập cao hơn dự kiến của tiểu bang, khiến Kansas bắt đầu năm ngân sách 2020 với 1,1 tỷ USD dự trữ tiền mặt. Bà đã đưa ra giải pháp sử dụng một số khoản dự trữ để trả bớt nợ và thanh toán cho hệ thống lương hưu của tiểu bang.

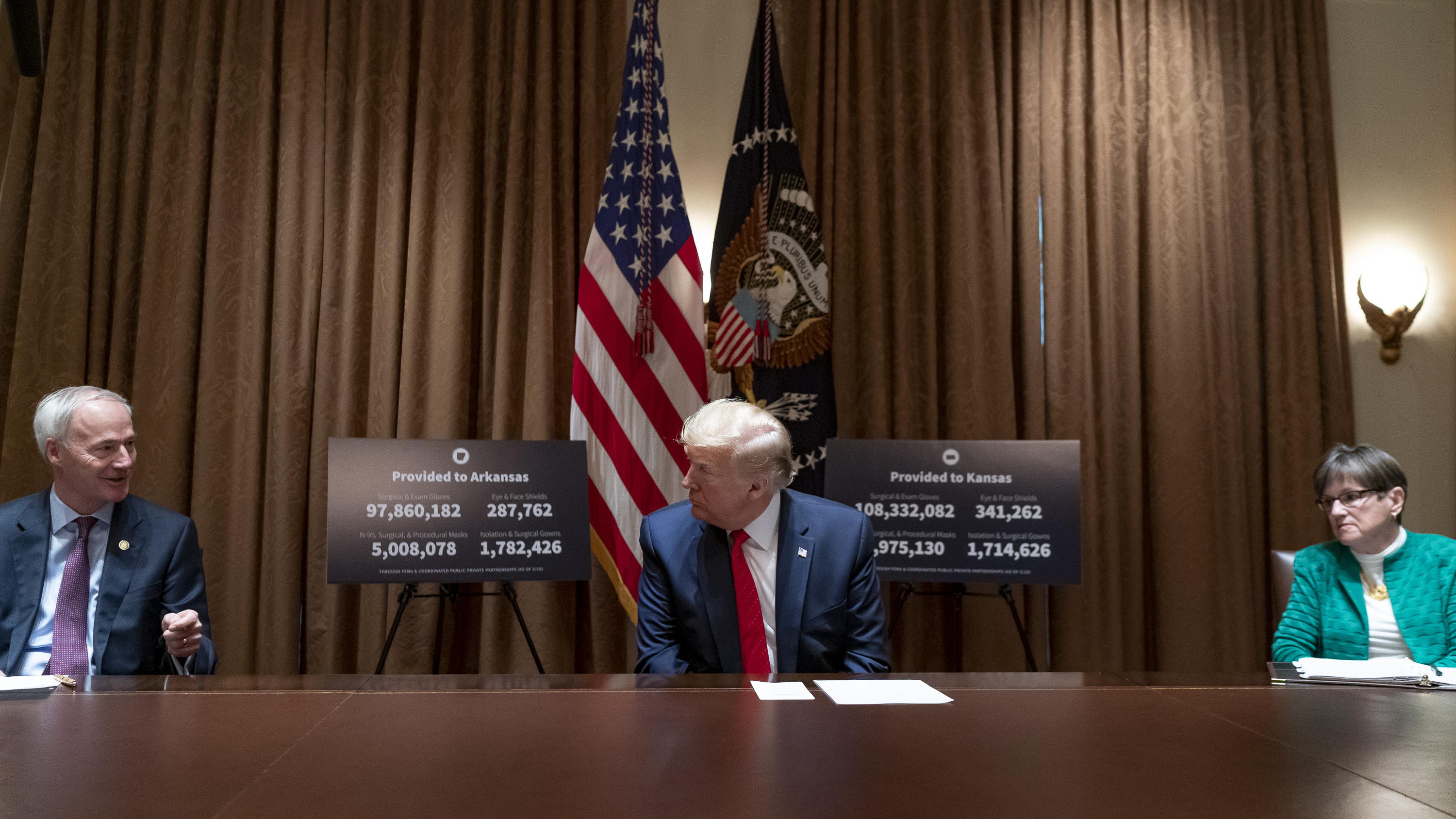
Laura Kelly và Tổng thống Donald Trump, Thống đốc Arkansas Asa Hutchinson năm 2020.

Về sức khỏe: Laura Kelly đã thúc đẩy Hội đồng Lập pháp Kansas do Đảng Cộng hòa kiểm soát chấp nhận mở rộng Medicaid theo Đạo luật Bảo vệ Bệnh nhân và Chăm sóc Sức khỏe Hợp túi tiền để cung cấp bảo hiểm chăm sóc sức khỏe lên đến 150.000 người Kansas. Một kế hoạch mở rộng Medicaid đã được Hội đồng Lập pháp Kansas thông qua vào năm 2017, nhưng bị Sam Brownback đã phủ quyết. Vào tháng 1 năm 2020, sau nhiều năm Đảng Cộng hòa phản đối, Laura Kelly đạt được thỏa thuận thỏa hiệp lưỡng đảng với Lãnh đạo Đa số Thượng viện của Đảng Cộng hòa Jim Denning, đưa Kansas trở thành bang thứ 38 chấp nhận mở rộng Medicaid. Bà cũng đã hỗ trợ cải cách chương trình KanCare để nhiều người dân được tiếp cận với bảo hiểm y tế hơn. Laura Kelly đã kết hợp Bộ Dịch vụ Gia đình và Trẻ em với Bộ Dịch vụ Người cao tuổi và Khuyết tật thành một Bộ Dịch vụ Nhân sinh hợp nhất của Kansas. Vào tháng 1 năm 2020, bà đã kêu gọi những thay đổi lớn đối với Bệnh viện Osawatomie, một bệnh viện tâm thần của bang gặp khó khăn từ lâu phải đối mặt với sự giám sát của các cơ quan quản lý liên bang về tình trạng mất an ninh, an toàn và điều trị. Bà đã ủng hộ một kế hoạch tài trợ của liên bang cho các trung tâm khủng hoảng sức khỏe tâm thần trong bang.
Về giáo dục: bà đã tuyên bố rằng muốn đảm bảo các trường Kansas được tài trợ và tập trung vào việc cải thiện thành tích của học sinh Kansas để có thể cạnh tranh với các khu vực khác của đất nước. Ví dụ, bà sẽ giải quyết tình trạng thiếu giáo viên trên toàn tiểu bang và cải thiện việc trả lương cho các nhà giáo dục. Bà cũng muốn mở rộng các chương trình mầm non và tăng thêm các lựa chọn cho học sinh theo đuổi giáo dục đại học. Về LGBT: trong hành động chính thức đầu tiên của mình với tư cách là Thống đốc, Laura Kelly đã ký một lệnh hành pháp khôi phục các biện pháp bảo vệ cấm phân biệt đối xử trong việc làm đối với công nhân LGBT mà Thống đốc Sam Brownback đã loại bỏ vào năm 2015. Về sinh sản: bà phản đối một sửa đổi chống phá thai do Đảng Cộng hòa đề xuất đối với Hiến pháp Kansas vào đầu năm 2020, nói rằng nó sẽ đưa Kansas trở lại thời kỳ đen tối. Giữa các cuộc tranh luận gay gắt, Hạ viện Kansas đã thiếu bốn phiếu so với 2/3 đa số được yêu cầu để đưa nó vào lá phiếu.

### Đại dịch COVID-19 Kansas

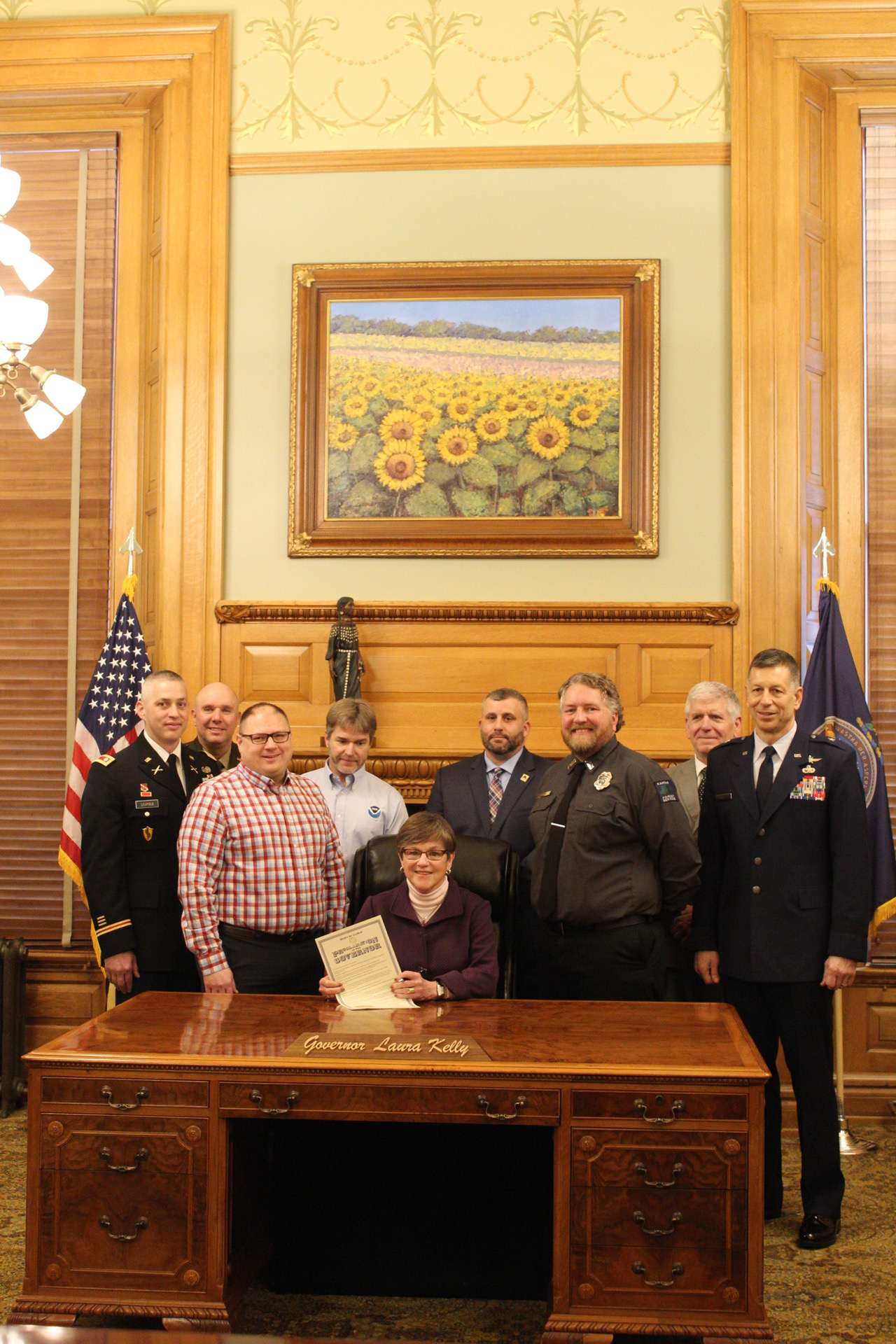
Laura Kelly ký tuyên bố công nhận ngày Tuần lễ Nhận thức về Cháy rừng ở Kansas.

Để đối phó với Đại dịch COVID-19 ở Hoa Kỳ, Laura Kelly giống như các thống đốc khác đã thực hiện các bước để ngăn chặn sự lây lan của vi rút SARS-CoV-2, nguyên nhân gây ra bệnh coronavirus 2019 (COVID-19). Bà tuyên bố tình trạng khẩn cấp tại Kansas vào ngày 12 tháng 3 sau ca tử vong của tiểu bang; ban hành lệnh cấm 60 ngày đối với các cuộc tụ tập công cộng từ 50 người trở lên; và lệnh ngừng cắt tiện ích. Đến ngày 18 tháng 3, với lý do cuộc khủng hoảng chưa từng có, Laura Kelly đã chỉ đạo chấm dứt tất cả các lớp K-12 trực tiếp trong thời gian còn lại của năm học, biến Kansas trở thành bang đầu tiên thực hiện bước đi đó. Để chống lại sự lây lan của virus, bà đã giới hạn các cuộc tụ tập công khai ở từ 50 xuống mức 10 người; lệnh ở nhà yêu cầu tất cả cư dân phải ở nhà, ngoại trừ việc đi du lịch vì công việc cần thiết, công việc cần thiết, và tập thể dục ngoài trời với các biện pháp giãn cách xã hội. Trong đại dịch, Laura Kelly chỉ trích mạnh mẽ phản ứng chậm chạp của Chính quyền Donald Trump đối với cuộc khủng hoảng và việc liên bang không cung cấp cho Kansas và các bang khác nguồn cung cấp đầy đủ thiết bị bảo vệ cá nhân như khẩu trang, găng tay và áo choàng và thiết bị xét nghiệm COVID-19. Tháng 11, Laura Kelly đã tiếp tục kêu gọi Hội đồng Lập pháp cùng tham gia trong việc ban hành lệnh đeo mặt nạ.
Bởi vì lệnh của bà về các cuộc tụ họp công cộng được áp dụng cho cả các Lễ Phục Sinh ở các nhà thờ, phe Cộng hòa trong Hội đồng Lập pháp đã bỏ phiếu để thu hồi lệnh cấm, khẳng định rằng lệnh này vi phạm quyền tự do tôn giáo. Laura Kelly gọi điều này là vô trách nhiệm một cách đáng kinh ngạc, khi Kansas có hơn một nghìn trường hợp COVID-19 được xác nhận vào thời điểm đó, và trong số 11 nguồn lây lan đã được xác định, ba nguồn đến từ các cuộc tụ tập tôn giáo. Trong tình hình đó, Tòa án Tối cao Kansas đã nhất trí khôi phục lệnh cấm của Thống đốc, kết luận rằng lệnh hành pháp của bà là hợp lệ. Một tuần sau, trong một trường hợp riêng biệt, Thẩm phán Liên bang cấp quận John W. Broomes ở Wichita đã ban hành lệnh cấm tạm thời ngăn chặn việc thực thi lệnh của Laura Kelly đối với hai nhà thờ ở Junction City và Dodge City, cho rằng việc hạn chế này đã vi phạm quyền tự do tôn giáo và quyền tự do ngôn luận. Vụ việc đó hết hiệu lực sau khi Laura Kelly ban hành một lệnh hành pháp mới với các quy tắc COVID-19 ít hạn chế hơn có hiệu lực vào ngày 4 tháng 5 năm 2020, theo một thỏa thuận lưỡng đảng cho phép các nhà thờ tổ chức các dịch vụ trực tiếp lớn hơn nhưng yêu cầu giãn cách xã hội.

## Lịch sử tranh cử
Tính đến năm 2021, trong sự nghiệp của mình, Laura Kelly đã tham gia năm cuộc bầu cử, với bốn kỳ bầu cử Thượng nghị sĩ Kansas tại khu 18 và một kỳ tổng tuyển cử Thống đốc Kansas. Bà đều giành chiến thắng các đợt tranh cử này.

## Đời tư
Laura Kelly đã kết hôn với bác sĩ Ted Daughety, một chuyên gia về bệnh phổi và rối loạn giấc ngủ, từ năm 1979. Họ chuyển đến sinh sống ở Topeka, Kansas vào năm 1986. Họ có hai cô con gái trưởng thành, Kathleen Daughety và Molly Daughety.